# Ashland (Maine, város)
Ashland város az USA Maine államában, Aroostook megyében. Lakosainak száma 1202 fő (2020. április 1.).

## Népesség
A település népességének változása:

| 2010 | 1 302 |
| 2020 | 1 202 |